# جوان أوهارا
جوان أوهارا (بالإنجليزية: Joan O'Hara)‏ هي ممثلة أيرلندية، ولدت في 10 أكتوبر 1930 في Rosses Point ‏ في جمهورية أيرلندا، وتوفيت في 23 يوليو 2007 في دبلن في جمهورية أيرلندا.

## وصلات خارجية
- جوان أوهارا على موقع IMDb (الإنجليزية)
- جوان أوهارا على موقع ميوزك برينز (الإنجليزية)
- جوان أوهارا على موقع قاعدة بيانات الفيلم (الإنجليزية)